# Herepei Gergely (lelkész, 1807–1859)
Herepei Gergely (Kolozsvár, 1807. február 21. – Kolozsvár, 1859. július 4.) református lelkész.

## Élete
Herepei János tanár és Méhes Zsuzsánna fia, Herepei Ádám unokaöccse. Mivel szüleit korán elvesztette, anyai nagyanyja (Incze Sára özvegy Méhes Györgyné) nevelte és taníttatta. A teológiát a kolozsvári kollégiumban végezte 1827-ben, és a családi hagyománynak megfelelően a lelkészi pályára készült; azonban egy jó barátja ösztönzésére a mérnöki pályára tért, és Pestre ment, ahol 1830-ban mérnöki oklevelet nyert. Elfogadta a dési egyház kápláni állomását, azonban még azon év szeptemberében külföldre ment, és a göttingeni egyetemen fél évet, a marburgin is ugyanannyit töltött, és 1832-ben Désen rendes papnak választották.
1835-ben Kolozsvárra hívták lelkésznek, ahol közkedveltségnek örvendett, azért 1852-ben első papnak és esperesnek választották. Nagy kiterjedésű családjának gondjai mellett különösen a szegényügy, iskolák, egyházszónoklat és irodalom foglalkoztatták. Az 1830-as évek vége felé azon fáradozott, hogy alapját vesse meg egy kisdedóvónak. Az 1840-es évek elején meg is nyílt a hídelvei kisdedóvó, ahol 20-30 kisded nyert ingyen első alapoktatást (később gyermek-kert név alatt virágzó intézet). Mint szónok, az atyja által alapított újabb iskolának volt híve.
Költeményei a Kolozsvári Aglájában jelentek meg. (II. 1830. eredetiek és ford. Castelli után; ugyanott van két levele Rómából).

## Munkái
- A maga körét betöltő privátember, előadva egy halotti beszédben, melyet mélt. körös-tarcsai Weér Dániel ur koporsója felett a deési ev. ref. templomban el mondott febr. 5. 1832. Kolozsvár, 1832 (egy más beszédével együtt)
- A maga házát jól elrendelő keresztény asszony, halotti beszéd Incze Sára, özv. prof. Méhes Györgyné koporsója felett, 1836. márcz. 16. Kolozsvár
- Buzdító beszéd, melyet a kolozsvári ev. ref. ekklezsia külvárosi újonnan épített templomának befedetését eszközleni kivánta a belső nagy templomban május 13. 1838. Kolozsvár.
- A papi hivatal és a pap. Előadva egy halotti beszédben n.-baczoni Incze Sámuel koporsója felett az ev. ref. templomban ápr. 29. 1839. Kolozsvár, 1839
- Közhasznúság és a közhasznú tisztviselő, előadva egy halotti beszédben, melyet n. b. e. s. p. Pataki Mihály koporsója felett a belvárosi nagy templomban ápr. 30. 1843. mondott. Kolozsvár, 1843 (2. kiadás)
- Nem elég a vallást csak szivünkben rejteni, hanem nyilván is ki kell mondani. Vallásos elmélkedés, melyet az Erdélyi nagy fejedelemség meltsg. főegyházi tanács tavaszi népes gyülése alkalmával a kolozsvári belvárosi nagy templomban máj. 7. 1843. tartott. Kolozsvár
- Isten országa nem rajtunk kivül, hanem bennünk van. Vallásos elmélkedés, melyet czegei gr. Wass Minda és Ottilia nővérek confirmatiója alkalmával a háznál mondott 1843. jun. 5. Kolozsvár
- Halotti koszorú, melyet Gidófalvi Vilma, fő kormányszéki fogalmazó Papp Alajos neje koporsója felibe tüzött 1844. máj. 6. Kolozsvár
- Uj szövetség az ó templom romjai felett, vallásos egyességre serkentő beszéd, melyet a kolozsvári ref. külvárosi fatemplom bezáratása alkalmával tartott utolsó isteni tiszteleten mondott 1845. nov. 2. Kolozsvár (Az egész tiszta jövedelem az uj templom javára fordíttatott.)
- Alkalmi beszédek. Kolozsvár, 1846. Online
- Könyörgés. Malom Luiza (költőnő) koporsója felett 1847. márcz. 21. Désen. Kolozsvár
- Jézus öt kenyérrel öt ezer embert vendégel meg. Egyházi beszéd, melyben hallgatóit a szegények felsegéllésére, adakozásra szólítja fel 1847. febr. 7. Kolozsvár
- Te magadat vesztetted el Izrael. Egyházi beszéd, melyet 1848. szept. 17. a kolozsvári nagy templomban mondott. Kolozsvár (E beszédért a német kormány elfogatta és fogságra itélte, de közbenjárásra megszabadult.)
- Könyörgés, melyet a 32-ik honvédzászlóalj egyik századosa Bányai Ferencz koporsója felett mondott júl. 25. 1849. Kolozsvár
- A maga apostoli hivatásának megfelelő fő pásztor. Halotti beszéd, melyet erdélyi evang. reform. püspök és királyi tanácsos Antal János végtiszteletén a kolozsvári belvárosi ref. nagy templomban aug. 27. 1854. mondott. Kolozsvár. 1854
- Uj testamentom. A szent irásnak a szent tudomány jelen álláspontjához s korunk kivánataihoz alkalmazott fejtegető s gyakorlati magyarázata. Wohlfart J. Fr. T. német dolgozata után. Kolozsvár, 1854 (Incze Dániellel együtt)
- Könyörgés, melyet volt főkormányszéki, jelenleg országos levéltári aligazgató altorjai Mike Sándor hites társa szül. Szacsvay Sára koporsója felett mondott decz. 22. Kolozsvár, 1855
- Isten igéje a szószékből hirdetve a népnek. Egyházi beszédek. Kolozsvár, 1856. 1. füzet. (Vadas József és Nagy Péterrel együtt)